# 米尔蒂安地区鲁夫尔
米尔蒂安地区鲁夫尔（法語：Rouvres-en-Multien，法語發音：[ʁuvʁ ɑ̃ myltjɛ̃]）是法国瓦兹省的一个市镇，属于桑利斯区。

## 地理
米尔蒂安地区鲁夫尔（49°6'39"N, 3°1'26"E）面积8.12 平方千米，位于法国上法蘭西大區瓦兹省，该省份为法国北部内陆省份，北起索姆省，西接厄尔省和滨海塞纳省，南至塞纳-马恩省和瓦兹河谷省，东临埃纳省。
与米尔蒂安地区鲁夫尔接壤的市镇（或旧市镇、城区）包括：布拉尔、乌尔克河畔马勒伊、讷夫谢勒、米尔蒂安地区罗苏瓦、瓦兰夫鲁瓦、米尔蒂安地区迈。

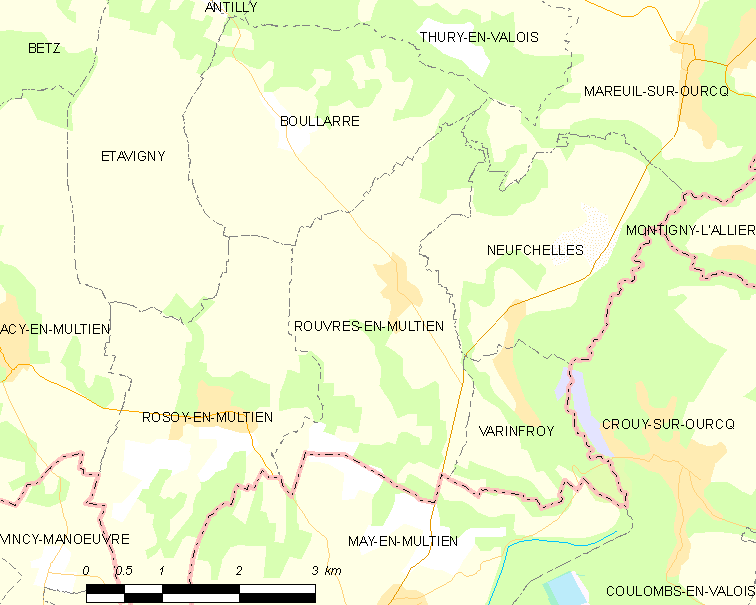
米尔蒂安地区鲁夫尔的OSM定位图

米尔蒂安地区鲁夫尔的时区为UTC+01:00、UTC+02:00（夏令时）。

## 行政
米尔蒂安地区鲁夫尔的邮政编码为60620，INSEE市镇编码为60554。

## 政治
米尔蒂安地区鲁夫尔所属的省级选区为楠特伊勒欧杜安县。

## 人口

1962-2008年间米尔蒂安地区鲁夫尔人口变化图示

米尔蒂安地区鲁夫尔于2022年1月1日时的人口数量为472人。